# Bahnstrecke Niederwürschnitz–Stollberg
| Ehemals geplanter Verlauf (Stand 2016) |                      |                                              |                                              |
| Streckennummer (DB): | 6639                 |                                              |                                              |
| Streckenlänge: | 3,483 km             |                                              |                                              |
| Spurweite: | 1435 mm (Normalspur) |                                              |                                              |
| Stromsystem: | 750 =                |                                              |                                              |
| Maximale Neigung: | 54 ‰                 |                                              |                                              |
| Minimaler Radius: | 54 m                 |                                              |                                              |
| Streckengeschwindigkeit: | 60 km/h              |                                              |                                              |
| |                      |                                              |                                              |
| \| \| \| von St. Egidien \| \| \| \| 12,784 \| Abzw Niederwürschnitz \| Abzw Niederwürschnitz \| \| \| \| nach Stollberg (Sachs) \| \| \| \| 13,505 \| Bundesautobahn 72 \| Bundesautobahn 72 \| \| \| 13,639 \| Stollberg Bürgerpark \| Stollberg Bürgerpark \| \| \| 13,744 \| Kv Bürgerpark, Wechsel in Straßenmittellage \| Kv Bürgerpark, Wechsel in Straßenmittellage \| \| \| 14,465 \| Stollberg Auer Straße \| Stollberg Auer Straße \| \| \| 14,669 \| Kv Zwickauer Str., Wechsel in Seitenlage \| Kv Zwickauer Str., Wechsel in Seitenlage \| \| \| 15,155 \| Stollberg Stollberger Tor \| Stollberg Stollberger Tor \| \| \| 15,500 \| von Zwönitz \| von Zwönitz \| \| \| 15,640 \| Grüner Winkel \| Grüner Winkel \| \| \| 15,705 \| Wirtschaftsweg Hasenbude (ehem. SÜ, zuk. BÜ) \| Wirtschaftsweg Hasenbude (ehem. SÜ, zuk. BÜ) \| \| \| 16,098 \| EÜ Zwickauer Straße \| EÜ Zwickauer Straße \| \| \| 16,116 \| Beginn der bestehenden Pachtstrecke (CBC) \| Beginn der bestehenden Pachtstrecke (CBC) \| \| \| 16,235 \| EÜ Gießereistraße (12 m) \| EÜ Gießereistraße (12 m) \| \| \| 16,240 \| Ende der Neubaustrecke \| Ende der Neubaustrecke \| \| \| 16,602 \| Stollberg (Sachs) \| Stollberg (Sachs) \| \| \| \| nach St. Egidien \| \| \| \| \| nach Chemnitz Süd \| \| \| \| \| \| \| \| Quellen: [1] \| \| \| \| |                      |                                              |                                              |
| Strecke |                      | von St. Egidien                              | von St. Egidien                              |
| ehemalige Blockstelle | 12,784               | Abzw Niederwürschnitz                        | Abzw Niederwürschnitz                        |
| Abzweig ehemals geradeaus und nach links |                      | nach Stollberg (Sachs)                       | nach Stollberg (Sachs)                       |
| Strecke mit Straßenbrücke (Strecke außer Betrieb) | 13,505               | Bundesautobahn 72                            | Bundesautobahn 72                            |
| Bahnhof (Strecke außer Betrieb) | 13,639               | Stollberg Bürgerpark                         | Stollberg Bürgerpark                         |
| Bahnübergang (Strecke außer Betrieb) | 13,744               | Kv Bürgerpark, Wechsel in Straßenmittellage  | Kv Bürgerpark, Wechsel in Straßenmittellage  |
| Haltepunkt / Haltestelle (Strecke außer Betrieb) | 14,465               | Stollberg Auer Straße                        | Stollberg Auer Straße                        |
| Bahnübergang (Strecke außer Betrieb) | 14,669               | Kv Zwickauer Str., Wechsel in Seitenlage     | Kv Zwickauer Str., Wechsel in Seitenlage     |
| Haltepunkt / Haltestelle (Strecke außer Betrieb) | 15,155               | Stollberg Stollberger Tor                    | Stollberg Stollberger Tor                    |
| Abzweig geradeaus und von rechts (Strecke außer Betrieb) | 15,500               | von Zwönitz                                  | von Zwönitz                                  |
| Haltepunkt / Haltestelle (Strecke außer Betrieb) | 15,640               | Grüner Winkel                                | Grüner Winkel                                |
| Strecke mit Straßenbrücke (Strecke außer Betrieb) | 15,705               | Wirtschaftsweg Hasenbude (ehem. SÜ, zuk. BÜ) | Wirtschaftsweg Hasenbude (ehem. SÜ, zuk. BÜ) |
| Brücke (Strecke außer Betrieb) | 16,098               | EÜ Zwickauer Straße                          | EÜ Zwickauer Straße                          |
| | 16,116               | Beginn der bestehenden Pachtstrecke (CBC)    | Beginn der bestehenden Pachtstrecke (CBC)    |
| Brücke | 16,235               | EÜ Gießereistraße (12 m)                     | EÜ Gießereistraße (12 m)                     |
| Grenze | 16,240               | Ende der Neubaustrecke                       | Ende der Neubaustrecke                       |
| Bahnhof | 16,602               | Stollberg (Sachs)                            | Stollberg (Sachs)                            |
| Abzweig geradeaus und nach links |                      | nach St. Egidien                             | nach St. Egidien                             |
| Strecke |                      | nach Chemnitz Süd                            | nach Chemnitz Süd                            |
| |                      |                                              |                                              |
| Quellen: |                      |                                              |                                              |

Die derzeit in Planung befindliche Bahnstrecke Niederwürschnitz–Stollberg ist ein Infrastrukturprojekt des Verkehrsverbundes Mittelsachsen zur Umsetzung der Stufe 5 des Chemnitzer Modells. Das Projekt erstreckt sich im sächsischen Erzgebirgskreis auf dem Gebiet der Gemeinde Niederwürschnitz und der Stadt Stollberg/Erzgeb.
Mit der rund 3,5 km langen, mit 750 V Gleichspannung elektrifizierten Neubaustrecke zwischen den bestehenden Bahnstrecken Stollberg–St. Egidien und Stollberg–Chemnitz Süd soll ermöglicht werden, die Züge der Linie C11 des Chemnitzer Modells Chemnitz Hauptbahnhof–Chemnitz Zentralhaltestelle–Altchemnitz–Stollberg (Sachs) umsteigefrei und ohne Fahrtrichtungswechsel weiter nach Oelsnitz/Erzgeb. zu führen.

## Geschichte

### Projektumfang und Verankerung in Ausbauplänen
Die Neubaustrecke Niederwürschnitz–Stollberg ist Teil der Stufe 5 des Chemnitzer Modells, die im Wesentlichen eine Verlängerung dessen Pilotstrecke vom Bahnhof Stollberg (Sachs) nach Oelsnitz/Erzgeb. umfasst. Insbesondere sollen damit im Stadtgebiet Stollberg die Erschließung des Gewerbegebiets „Stollberger Tor“ und des Wohngebiets am Bürgerpark verbessert werden. Zum Gesamtprojekt gehören neben der Neubaustrecke (einschließlich vier neuer Verkehrsstationen) auch die Elektrifizierung der Bestandsstrecke bis Oelsnitz/Erzgeb. einschließlich dreier Bahnstromunterwerke, der Neubau eines Haltepunkts Mitteloelsnitz und die Modernisierung der Leit- und Sicherungstechnik.
Das Gesamtvorhaben ist sowohl im Landesentwicklungsplan Sachsen 2013 als auch im Entwurf des Regionalplans des Planungsverbandes Region Chemnitz verankert.

### Variantenauswahl
Im Ergebnis einer umfassenden Variantenuntersuchung wurde 2015 die Untersuchungsvariante 3b als weiter zu verfolgende Vorzugsvariante festgelegt. Zu den Entscheidungskriterien gehörten unter anderem eisenbahnbetriebliche Aspekte, die Investitionskosten, die städtebauliche Erschließungswirkung, der Flächenverbrauch und die Beeinträchtigungen für Umwelt und Natur durch die jeweiligen Varianten.
Die Varianten 1–3 umfassten jeweils eine Ausbindung der Neubaustrecke aus der Bestandsstrecke Stollberg–St. Egidien nahe Niederwürschnitz und deren Südeinbindung in den Bahnhof Stollberg (Sachs). Die Variante 1 verlief dabei im Wesentlichen parallel zur Bundesautobahn 72, die Variante 2 mündete bereits westlich von Niederwürschnitz aus der Bestandsstrecke aus, querte die Autobahn als südlichste aller Varianten und hätte eine Verkehrsstation zwischen Kaufland und Autobahn aufgewiesen. Die Varianten 3a und 3b verliefen im Wesentlichen im Zuge der Auer Straße im Gewerbegebiet „Stollberger Tor“ und unterschieden sich lediglich hinsichtlich der Umfahrung des Bürgerparks.
Die Variante 4 umfasste im Wesentlichen nur die Elektrifizierung der Bestandsstrecke Stollberg–St. Egidien bis Oelsnitz/Erzgeb. Dies hätte zwar umsteigefreie elektrische Zugfahrten zwischen Chemnitz und Oelsnitz ermöglicht, jedoch im Bahnhof Stollberg (Sachs) einen Fahrtrichtungswechsel erfordert und kaum neue Fahrgastpotenziale erschlossen. Die untersuchte Variante 5 hatte den Wiederaufbau der bis 1945 bereits bestehenden Verbindungskurve zwischen den beiden Bahnstrecken Stollberg–St. Egidien und Stollberg–Chemnitz Süd zum Inhalt. Dies hätte zwar elektrischen Zugbetrieb zwischen Chemnitz und Oelsnitz ermöglicht, jedoch nicht unter gleichzeitiger Bedienung des Bahnhofs Stollberg (Sachs) und ebenso ohne Verbesserung der Erschließungswirkung im Stadtgebiet Stollberg.

### Weitere Planungen
Nach der Durchführung der Variantenuntersuchung 2015 und der Festlegung der Vorzugsvariante wurden im Laufe des Jahres 2016 die Entwurfs- und die Genehmigungsplanung durchgeführt. Das Planfeststellungsverfahren sollte Veröffentlichungen aus dem Jahr 2015 zufolge im Oktober 2016 beginnen, das Baurecht dann 2017 vorliegen. Die Fertigstellung der Baumaßnahme war für Ende 2019 vorgesehen.
Ende Juni 2020 informierte der Vorhabenträger, dass die Stufe 5 des Chemnitzer Modells über Oelsnitz/Erzgeb. hinaus bis St. Egidien verlängert werden soll. Damit einher gehen eine vollständige Elektrifizierung der Bestandsstrecke ab dem Einbindepunkt der Neubaustrecke bis nach St. Egidien mit 15 000 Volt Wechselspannung sowie der Einsatz von elektrischen Zweisystemfahrzeugen für 750 Volt Gleich- und 15 000 Volt Wechselspannung.
Ende März 2022 informierten der VMS als Vorhabenträger und der Fahrzeughersteller darüber, weitere 19 Citylink-Fahrzeuge zu beschaffen. Vorgesehen sei wie bei den Citylinks der ersten Generation ein stufenfreier Einstieg an Bahnsteigen mit 380 mm und 550 mm Höhe. Die Citylinks der zweiten Generation sollen demnach planmäßig ab Juni 2026 unter anderem ausdrücklich auch auf der „noch durchgehend zu elektrifizierenden Strecke nach Glauchau über Stollberg und Oelsnitz“ eingesetzt werden, mithin auch auf der Neubaustrecke Niederwürschnitz–Stollberg.
Abweichend zu veröffentlichten Planungsauszügen aus dem Jahr 2016 soll gemäß einer „Visualisierung Entwurfsplanung“ die Bundesautobahn 72 nicht mehr unter- sondern offenbar überquert werden.
Im Mai 2023 verfolgte der VMS als Vorhabensträger das Ziel der Einreichung der Planfeststellungsunterlagen der Neubaustrecke im zweiten Quartal 2023, des Baubeginns ab 2025 und der Betriebsaufnahme mit den neu zu beschaffenden elektrischen Fahrzeugen den 2027. Tatsächlich beantragte der Zweckverband Verkehrsverbund Mittelsachsen im Frühjahr 2024 die Durchführung des Planfeststellungsverfahrens bei der Landesdirektion Sachsen, die die Auslegung am 3. Juni 2024 bekanntmachte.
Die Verschiebung des Inbetriebnahmetermins von ursprünglich 2019 auf 2027 wurde unter anderem mit einem zwischenzeitlichen Wechsel des Planungsbüros begründet.

### Kosten und Finanzierung
Das Gesamtvorhaben Chemnitzer Modell wird durch Bundesmittel aus dem Gemeindeverkehrsfinanzierungsgesetz (60 %) und aus Mitteln des Freistaats Sachsen (i. d. R. 15 %) gefördert und im Übrigen durch Eigenmittel des Zweckverbands Verkehrsverbund Mittelsachsen (ZVMS) finanziert. Im November 2016 wurden die Gesamtkosten der Stufe 5 des Chemnitzer Modells, d. h. zusammen für Neubaustrecke und alle Maßnahmen an der Bestandsstrecke bis Oelsnitz, mit 43 Millionen Euro angegeben, im August 2022 mit 96,4 Millionen Euro.
Für die Planungen der Stufe 5 bis zur Genehmigungsplanung sind nach Angaben aus dem Jahr 2016 1,8 Millionen Euro notwendig. Davon trägt die Stadt Stollberg/Erzgeb. rund 10 %, d. h. 180 000 Euro.

## Streckenbeschreibung

### Verlauf
Die eingleisige Bahnstrecke Niederwürschnitz–Stollberg wird in Fahrtrichtung Stollberg nach Durchquerung der Ortslage Niederwürschnitz östlich aus der bestehenden Bahnstrecke Stollberg–St. Egidien ausbinden und nach einem Bogen auf eine Rampe geführt, um die Bundesautobahn 72 zu überqueren. Nahe der Autobahn wird die Gemarkungsgrenze zwischen Niederwürschnitz und Stollberg überquert. Östlich der Autobahn, südlich des Bürgerparks wird sich mit dem zweigleisigen Bahnhof Wohngebiet die erste neue Verkehrsstation und zugleich die einzige Möglichkeit zur Begegnung von Zügen auf dieser Strecke befinden.
Unmittelbar südlich des Bahnhofs Wohngebiet wird die Strecke durch den Kreisverkehr geführt, dabei die Hohensteiner Straße überqueren und in Mittellage der Auer Straße, die hier zugleich Teil der Bundesstraße 180 ist, weitergeführt. Nach etwa 750 Metern wird der Haltepunkt Kaufland erreicht, nach weiteren etwa 250 Metern verlässt die Bahnstrecke wiederum durch einen Kreisverkehr die Mittellage der Straße und verläuft im Weiteren östlich der Auer Straße und wird sich nach etwa 300 Metern in einem engen Bogen in östliche Richtung parallel zur Weststraße (Bundesstraße 169) wenden. Nahe der Kreuzung Auer Straße / Weststraße wird sich mit dem Haltepunkt Gewerbegebiet der dritte neue Haltepunkt befinden. Die Strecke verläuft fortan am Hang zwischen dem ehemaligen Continental-Fabrikgebäude und der Weststraße und wird sich nach etwa 400 Metern nördlich wenden. Nahe der früheren Überführung des Wirtschaftswegs von der Bahnhofstraße zur „Hasenbude“ und den Kleingärten (ehem. Straßenüberführung km 15,7) wird sich der vierte neue Haltepunkt der Strecke Stollberg Grüner Winkel befinden. Die neue Strecke befindet sich hier noch wenige Meter über dem Niveau der früheren Strecke von Zwönitz, wird in deren Trasse einschwenken, zunächst im aufgeschütteten Einschnitt verlaufen, schließlich auf deren früheren Bahndamm abgesenkt, auf einer neu zu errichtenden Eisenbahnüberführung die Zwickauer Straße überqueren und von Süden in den Bahnhof Stollberg (Sachs) einbinden.

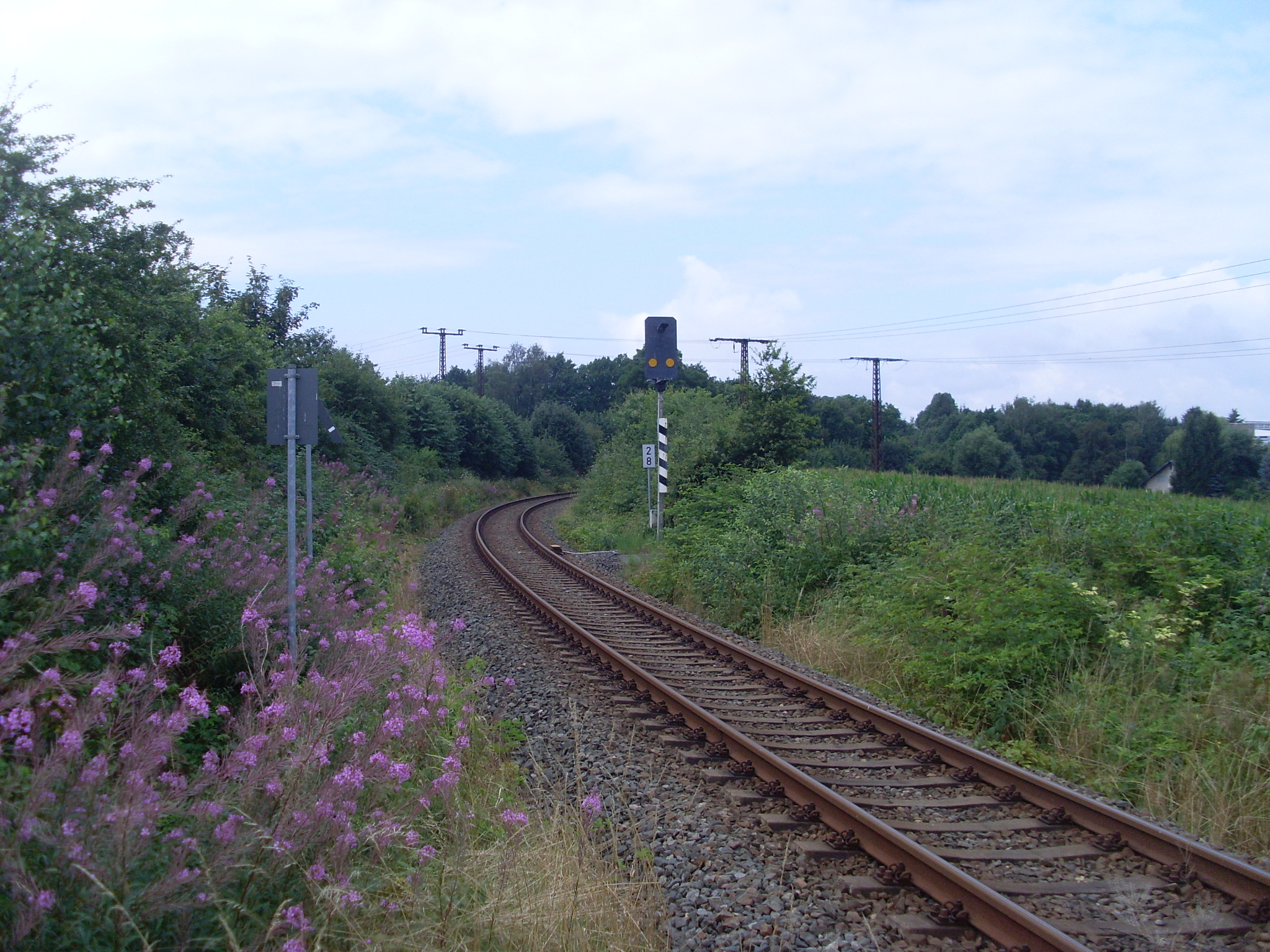
Die Strecke Stollberg–St. Egidien auf Niederwürschnitzer Flur, etwa am km 2,75 Richtung St. Egidien gesehen. Im Bildhintergrund soll zukünftig am km 2,945 in östlicher Richtung (im Bild nach links) die Bahnstrecke Niederwürschnitz–Stollberg ausbinden.
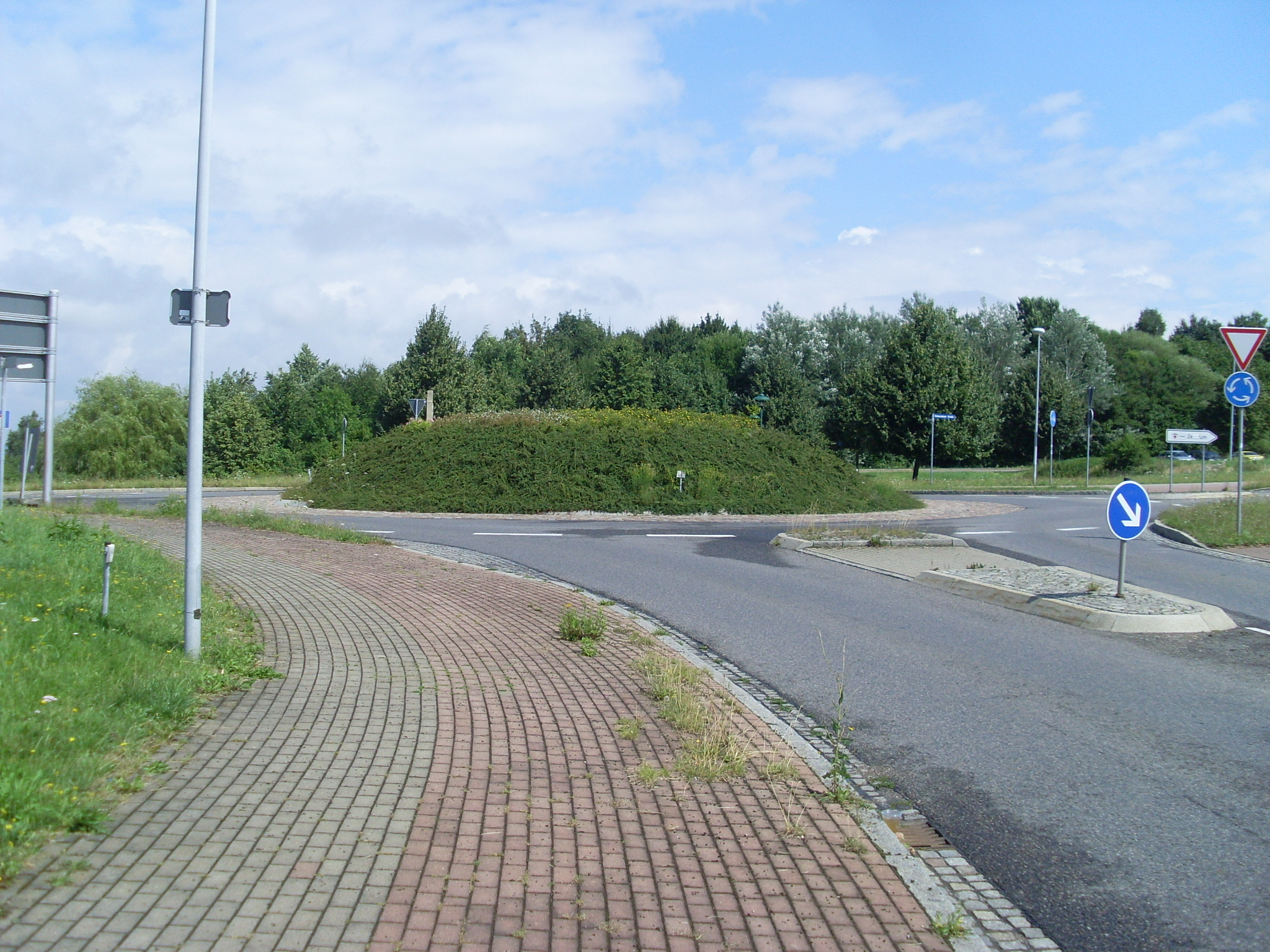
Der Kreisverkehr Auer Straße / Hohensteiner Straße in Stollberg Richtung Norden gesehen. Die Bahnstrecke soll den Kreisverkehr kreuzen und weiter in Mittellage der Auer Straße (im Bildvordergrund) verlaufen. Auf dem Bild unmittelbar hinter dem Kreisverkehr wird auf der heutigen Wiese am Bürgerpark der Kreuzungsbahnhof Stollberg Wohngebiet entstehen.
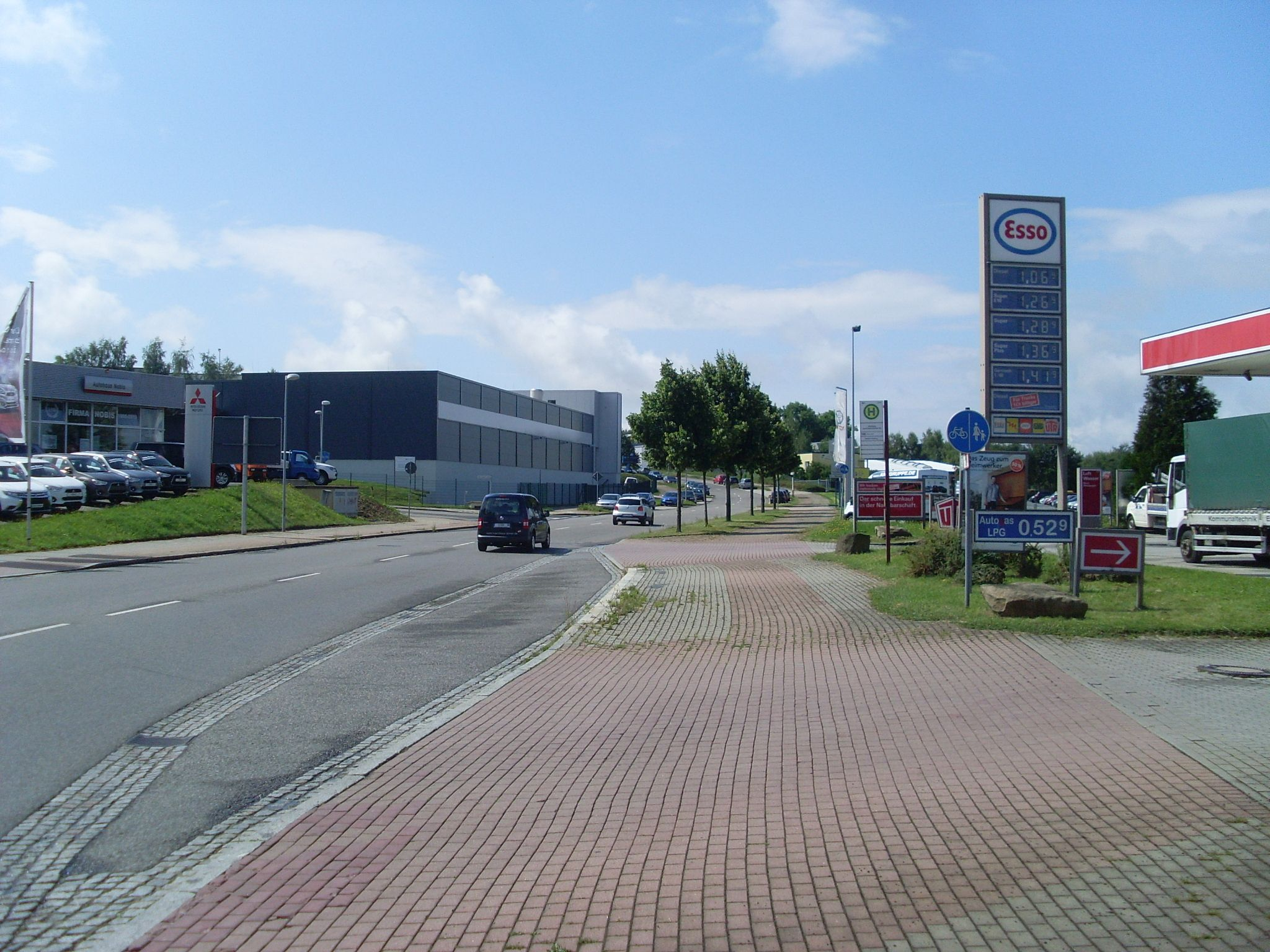
Die Auer Straße in Stollberg Richtung Süden gesehen. Die derzeit in Planung befindliche Bahnstrecke soll zukünftig hier in Mittellage verlaufen. In Blickrichtung wird die Bahnstrecke auf den Bahnhof Stollberg (Sachs) zulaufen.

- Der Kreisverkehr Auer Straße / Hohensteiner Straße in Stollberg Richtung Norden gesehen. Die Bahnstrecke soll den Kreisverkehr kreuzen und weiter in Mittellage der Auer Straße (im Bildvordergrund) verlaufen. Auf dem Bild unmittelbar hinter dem Kreisverkehr wird auf der heutigen Wiese am Bürgerpark der Kreuzungsbahnhof Stollberg Wohngebiet entstehen.
- Die Auer Straße in Stollberg Richtung Süden gesehen. Die derzeit in Planung befindliche Bahnstrecke soll zukünftig hier in Mittellage verlaufen. In Blickrichtung wird die Bahnstrecke auf den Bahnhof Stollberg (Sachs) zulaufen.
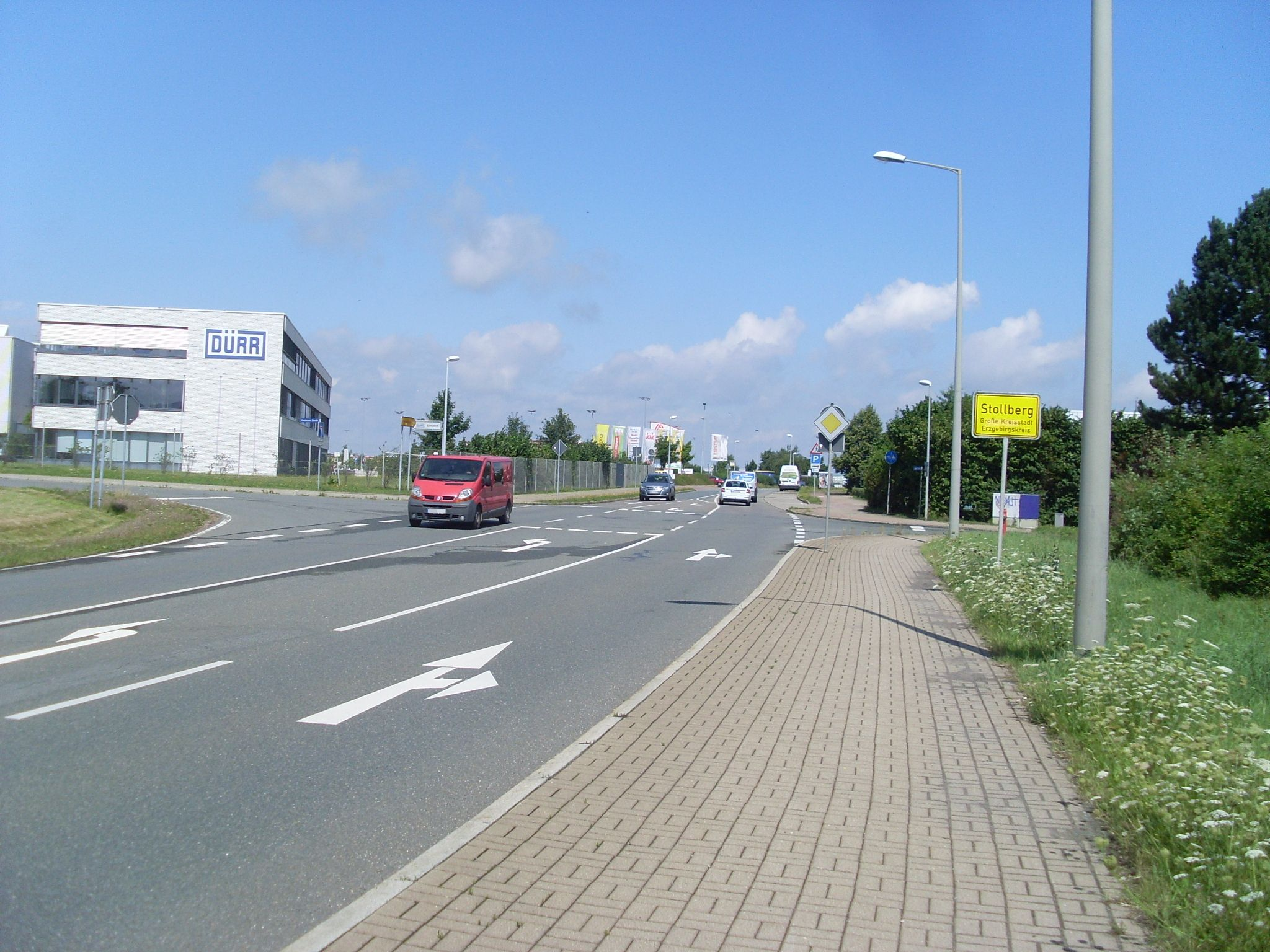
Die Kreuzung Auer Straße / Zwickauer Straße in Stollberg Richtung Norden gesehen. Hier soll ein Kreisverkehr entstehen, an dem die Bahnstrecke von Straßenmittellage (im Bildhintergrund) in Seitenlage (Wiese im Bild rechts) wechseln wird.
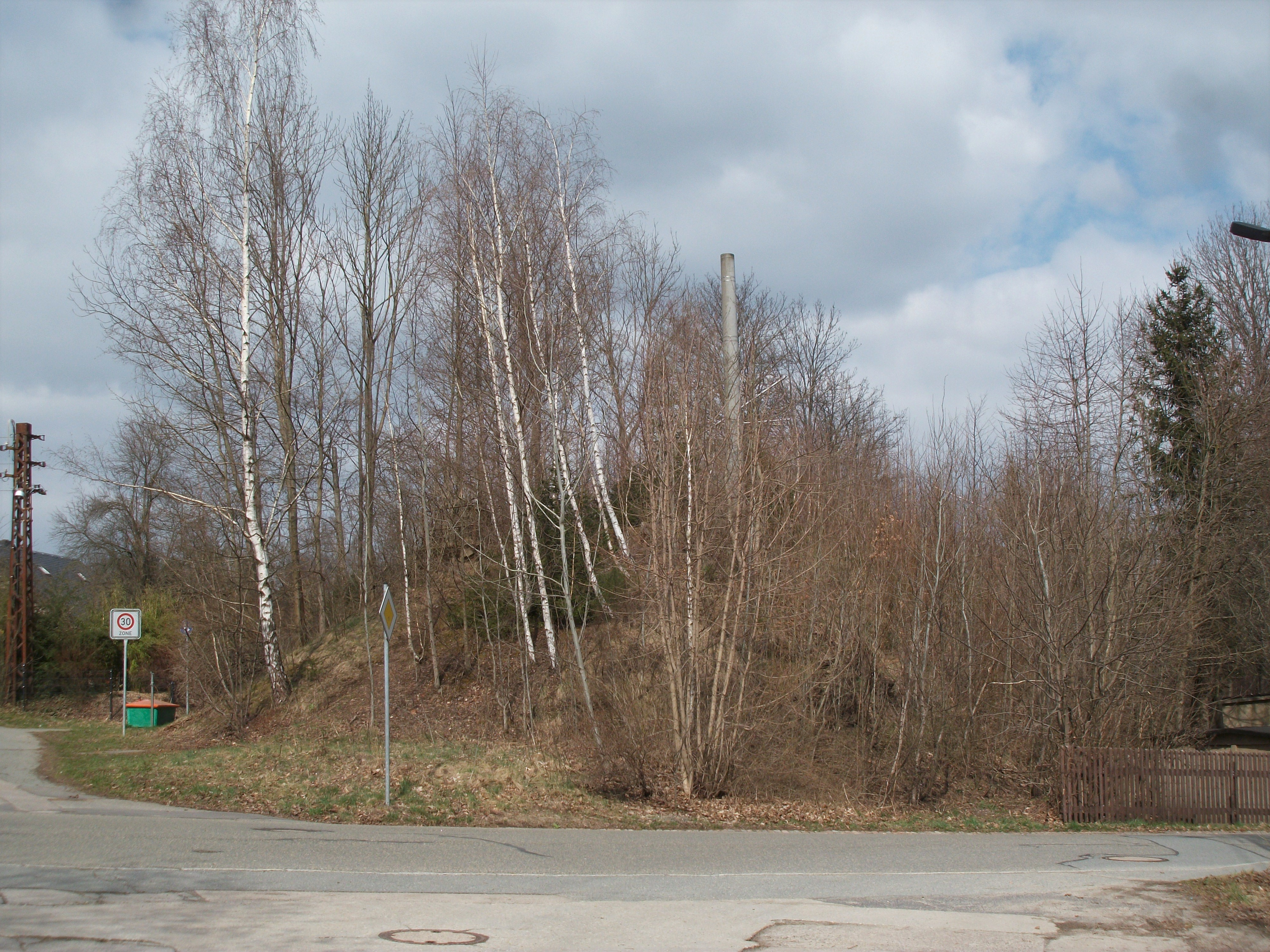
Am gegenwärtigen Streckenende wird im Zuge der früheren Trasse nach Zwönitz wieder eine Überführung über die Zwickauer Straße errichtet.

- Am gegenwärtigen Streckenende wird im Zuge der früheren Trasse nach Zwönitz wieder eine Überführung über die Zwickauer Straße errichtet.

### Technische Parameter
Nach Angaben aus dem Jahr 2016 beträgt der engste Radius der Strecke 60 m und liegt etwa bei Streckenkilometer 15,0 kurz vor dem Haltepunkt Stollberg Gewerbegebiet, weitere enge Bögen mit einem Radius von jeweils 90 m liegen vor und nach dem Kreuzungsbahnhof Stollberg Wohngebiet etwa bei den Streckenkilometern 13,5 und 13,8. Die maximale Neigung der Strecke beträgt 57 ‰. Im Zuge der Auer Straße verläuft die Strecke in Mittellage zwischen den zwei Richtungsfahrbahnen, das Gleis soll begrünt werden. Die Höchstgeschwindigkeit der Eisenbahnfahrzeuge wird in diesem Streckenabschnitt bei 40 km/h liegen. Die Sicherung des Straßenverkehrs erfolgt im Bereich der Kreisverkehre und im Zuge der Auer Straße mit Lichtzeichen (Streckenkilometer 13,7 bis 14,7), der Bahnübergang am Grünen Winkel (Streckenkilometer 15,7) wird mit einer Halbschrankenanlage ausgerüstet.
Wegen der besonderen technischen Parameter dieser Strecke, die aufgrund der teilweise engen Radien und der maximalen Neigung nicht freizügig von allen Eisenbahnfahrzeugen befahren werden kann, bleibt die Bestandsstrecke Stollberg–St.Egidien für den regulären Eisenbahnverkehr erhalten.

### Streckennummer und Kilometrierung
Der Verkehrsverbund Mittelsachsen als Auftraggeber bestimmte eine Rückverlängerung der auf den Abschnitt Stollberg–Chemnitz Süd gekürtzen Bahnstrecke Zwönitz–Chemnitz Süd mit dem Nullpunkt im Bahnhof Zwönitz und somit einer Übernahme deren VzG-Streckennummer und eine rückwärtige Fortsetzung deren Kilometrierung ab Stollberg zur Bildung der neuen Strecke Abzw. Niederwürschnitz – Chemnitz.

## Verkehrsangebot und Fahrzeugeinsatz
Der Verkehrsverbund Mittelsachsen plant, zunächst die bereits bestehende Linie C11 des Chemnitzer Modells Chemnitz Hauptbahnhof–Chemnitz Zentralhaltestelle–Altchemnitz–Stollberg (Sachs) umsteigefrei und ohne Fahrtrichtungswechsel im 30-Minuten-Takt über Stollberg hinaus bis Oelsnitz/Erzgeb. zu verlängern. Zu einem späteren Zeitpunkt ist die Verlängerung der Linie C11 „am anderen Ende“ über Chemnitz hinaus bis Limbach-Oberfrohna vorgesehen.
Im Dezember 2020 informierte der Verkehrsverbund Mittelsachsen darüber, dass auf der Linie C11 von Chemnitz über Stollberg und Oelsnitz nach St. Egidien neu zu beschaffende elektrische Zweisystemfahrzeuge für 750 Volt Gleich- und 15 000 Volt Wechselspannung zum Einsatz kommen sollen. Die Fahrzeuge sollen ab 2025 ausgeliefert werden und ab Inbetriebnahme der Neubaustrecke 2027 durchgängig zwischen Chemnitz, Stollberg, Oelsnitz und Glauchau eingesetzt werden. Die neuen Fahrzeuge sollen barrierefreien Ein- und Ausstieg an Bahnsteigen mit 380 und 550 mm Höhe ermöglichen und benötigen eine Zulassung sowohl für Eisenbahnbetrieb nach EBO als auch für den Betrieb im Straßenbahnnetz der Stadt Chemnitz nach BOStrab. Sie sollen sich auch mit den übrigen technischen Parametern an den bereits vorhandenen Vossloh Citylinks der City-Bahn Chemnitz orientieren.